# Steffen Basho-Junghans
Steffen Basho-Junghans (* 27. November 1953 als Steffen Junghans in Vielau; † 1. Dezember 2022) war ein deutscher Fingerstyle-Gitarrist und Songwriter. Der Jazzthetik zufolge gilt er „als einer der brillantesten Gitarrenvirtuosen der internationalen Szene“ und ist vor allem in Nordamerika und Großbritannien anerkannt.

## Leben und Wirken
Basho-Junghans brachte sich das Gitarrespielen im Alter von 17 Jahren selbst bei. Während seines Bautechnologie-Studiums gründete er 1978 in Cottbus die Folkband Wacholder, eine der ersten Bands dieses Genres in der DDR. Beeinflusst vom amerikanischen Gitarristen Leo Kottke begann er 1979 die Gitarre als Soloinstrument für instrumentale Musik zu begreifen. 1980 gab er sein erstes Solokonzert; 1981 initiierte und konzipierte er das erste stilübergreifende Gitarrenfestival der DDR in Potsdam. Zu seinen  wesentlichen Einflussgebern zählten Musiker von John Faheys Label Takoma Records, deren  Gitarrenstil des American Primitivism und insbesondere Robbie Basho, nach dem er sich benannte. Aber auch Terje Rypdal, Ralph Towner, Egberto Gismonti und Derek Bailey sowie indische Ragas schlugen sich in seiner Stilistik nieder. Daher fand er von einem anfangs recht folk-orientierten Stil „zu immer ausgreifenderen und abstrakteren Formen“ und hat sich durch eine Reihe von Alben, die zunächst auf seinem eigenen Label Blue Moment Arts und dann vor allem auf den amerikanischen Labels Sublingual, Strange Attractors und Locust erschienen, „eine ausgezeichnete Reputation erworben“.

## Diskographie
- 12-String Solo · MC (Blue Moment Arts, 1989)
- In Search of the Eagle’s Voice · CD (Blue Moment Arts, 1995)
- Fleur de Lis I & II · 2 × CD (Blue Moment Arts, 1996)
- Song of the Earth · CD (Sublingual Records, 2000)
- Inside · CD (Strange Attractors, 2001)
- Landscapes in Exile · CD (Blue Moment Arts, 2001)
- Waters in Azure · CD (Strange Attractors, 2002)
- Rivers and Bridges · CD (Strange Attractors Audio House, 2003)
- 7 Books · 2 × CD (Strange Attractors, 2004)
- Unknown Music I: Alien Letter · CD (Sillyboy, 2005)
- Unknown Music II: Transwarp Meditation · CD (Preservation, 2005)
- In the Morning Twilight · CD (Kning Disk, 2006)
- Last Days of the Dragons · CD (Locust, 2006)
- Late Summer Morning · CD (Strange Attractors, 2006)
- IS · LP (Architects of Harmonic Rooms & Records, 2009)
- Unknown Music III: O Som Naha · MC (Beartown Records, 2010)
- The Dancer on the Hill · LP (Architects of Harmonic Rooms & Records, 2020)